# Rävspel och Kråksång

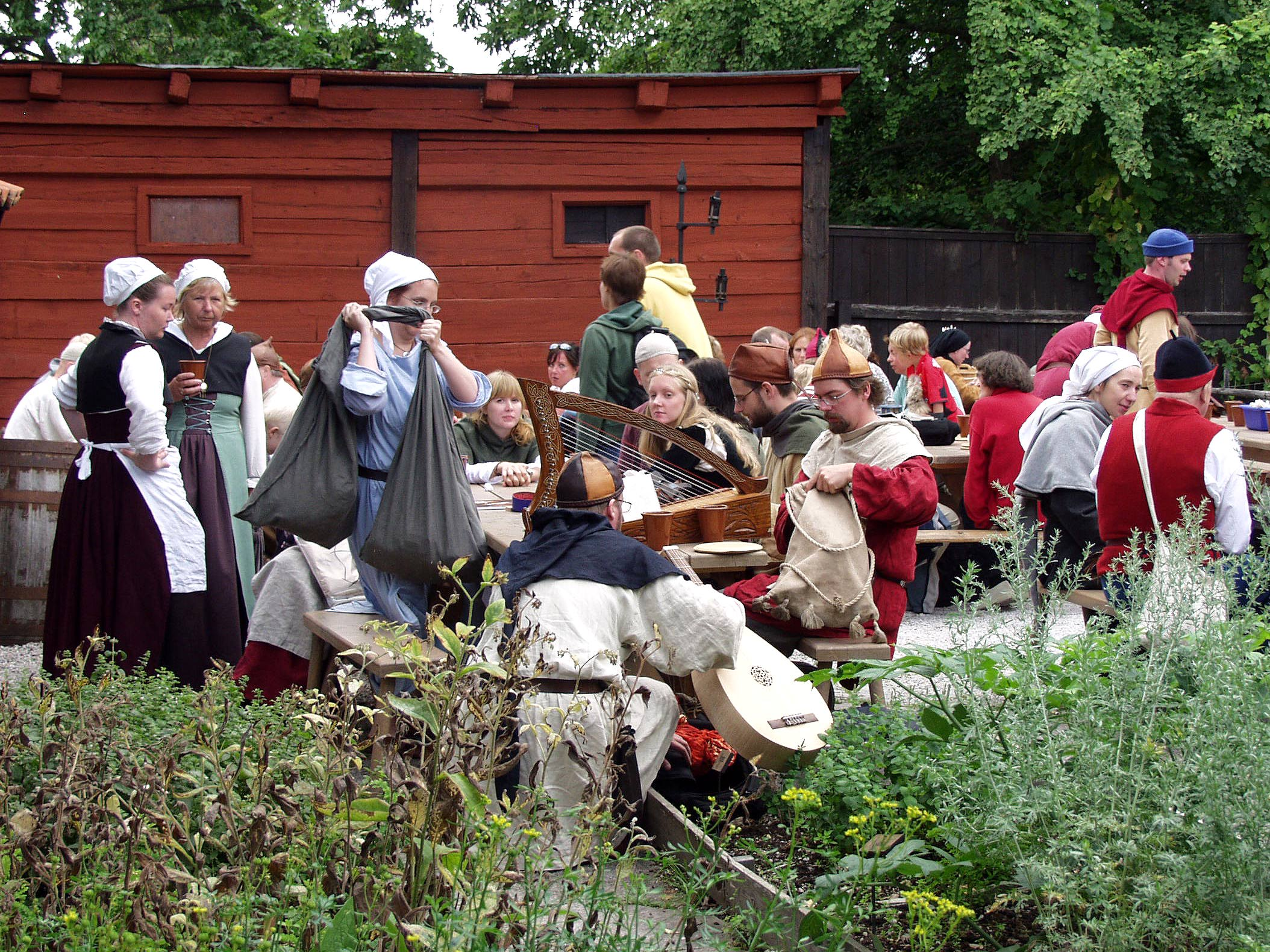
Rävspel och Kråksång (männen i skinnmösor omkring harpan) på Kapitelhusets gård under Medeltidsveckan på Gotland 2005.

Rävspel och Kråksång är en svensk folkmusikgrupp som bildades 1996. Gruppen spelar mestadels det som brukar räknas till nutida medeltidsmusik, men framför även musik från angränsande genrer, exempelvis material av Bellman. De producerar även eget material inom medeltids- och folkmusikgenrerna.

## Medlemmar
- Erik Holmberg - Laud, luta, oud, rytminstrument, sång
- Anders Lövgren - Harpor, säckpipor, flöjter, rytminstrument, concertina, sång
- Fredrik Johansson - Nyckelharpa, fiol, vevlira, sång

## Diskografi
- Vår Hembygds Sägen - En musikalisk tolkning av Fristadskalden Klas Olofssons dikter., 1999
- EIA! - Mustiga visor från förr och nu, 2005
- Gästabudet - En afton i musikens töcken, 2007
- Grytbitar - Flott, rått och lite skämt, 2009
- Skåpmat EP - Överblivna låtar, 2010
- Tidender - Knäppt, gnidet och lite skruvat, 2015
- Danse du Renard - Historiska snedsteg (Danslåtar från 1200-1700 tal), 2019